# Heinrich Lange (Physiker)
Heinrich Lange (* 27. September 1893 in Jerusalem; † 1973 in Bad Homburg vor der Höhe) war ein deutscher Physiker.
Er wurde 1924 an der Universität Jena promoviert (Über die Untersuchung von Legierungen mit Röntgenstrahlen) und war am Kaiser-Wilhelm-Institut für Eisenforschung in Düsseldorf und am Institut für Theoretische Physik der Universität zu Köln. 1951/52 war er dort Nachfolger von Karl Försterling, bevor Fritz Sauter 1952 den Lehrstuhl übernahm, und danach in der Abteilung Metallphysik.
Er befasste sich mit der Physik von Eisen und Stahl, mit Magnetismus und der Philosophie der Physik.

## Publikationen
- Über die Prüfung von Magnetstählen, Verlag Stahleisen, Düsseldorf, 1937
- Eine magnetische Waage für Sättigungsmessungen, Verlag Stahleisen, Düsseldorf, 1938
- Über ein magnetisches Verfahren zur Prüfung des Vergütungszustandes fertiger Werkstücke, Verlag Stahleisen, Düsseldorf, 1939
- Austenitzerfall der Kohlenstoffstähle, Verlag Stahleisen, Düsseldorf, 1940
- Über eine magnetische Schnellwage, Verlag Stahleisen, Düsseldorf, 1942
- Geschichte der Grundlagen der Physik, 2 Bände, Orbis academicus, Karl Alber Verlag 1954, 1961 (Band 1: Die formalen Grundlagen: Zeit, Raum, Kausalität, Band 2: Die materialen Grundlagen: Energie, Impuls, Wirkung)
- Die Magnetostriktion in Abhängigkeit von der Magnetisierung, Forschungsberichte des Landes Nordrhein-Westfalen 1293, 1964
- Ferromagnetismus und Atomabstand in Nickel und Eisen,  Forschungsberichte des Landes Nordrhein-Westfalen 1542, zus. mit Peter Jaensch, Siegfried Müller, 1965
- Magnetometrie und magnetokalorischer Effekt des Kobalts in der Umgebung der Curie-Temperatur, Forschungsberichte des Landes Nordrhein-Westfalen 1992, zus. mit Rudolf Kohlhaas, Werner Rocker, 1969
- Die transzendentale Logik als Grundform aller Wissenschaftslehre: nebst einigen Betrachtungen mathematischer und physikalischer Probleme sowie der existentiellen Zeit, Berlin: Duncker und Humblot, 1973